# پرداخت‌کاری با ساینده مغناطیسی
پرداخت‌کاری با ساینده مغناطیسی (به انگلیسی: Magnetic Abrasive Finishing) یک روش پرداخت سطح است که از یک میدان مغناطیسی برای وارد کردن نیرو به ذرات ساینده جهت برخورد ذرات به سطح مورد نظر استفاده می‌کند.

## تاریخچه
فرایند پرداخت‌کاری با ساینده مغناطیسی از ایالات متحده در دهه ۱۹۳۰ سرچشمه گرفته‌است اما تحقیقات دانشگاهی بر روی این فرایند در کشورهای شوروی سابق، بلغارستان و آلمان در دهه ۱۹۶۰ شروع شد. محققان ژاپنی این کار را دنبال کردند و تحقیقاتی در دهه‌های ۱۹۸۰ و ۱۹۹۰ برای کاربرد پرداخت نهایی انجام دادند. توسعه نیمه رساناها و صنایع هوافضا باعث افزایش تحقیقات برای رسیدن به دقت‌های بالاتر و ایجاد سطح با کیفیت بیشتر شد. در سال‌های اخیر علاوه بر پرداخت‌کاری با ساینده مغناطیسی، پلیسه‌گیری و پخ زنی با ساینده مغناطیسی نیز انجام شده‌است.

## اصول فرایند MAF
در فرایند MAF بخشی از دانه‌های ساینده مغناطیسی متشکل از مواد فرومغناطیس (مانند ذرات آهن) و بخشی دیگر به عنوان ابزارهای برشی (مانند الماس) استفاده می‌شوند. فشار مورد نیاز پرداخت کاری توسط یک میدان الکترومغناطیسی تأمین می‌شود. در این فرایند ذرات مغناطیسی در امتداد خطوط نیروی مغناطیسی بین قطب‌های N و S به‌طور مغناطیسی به یکدیگر متصل شده و برس‌های ساینده مغناطیسی انعطاف‌پذیر(FMAB) را تشکیل می‌دهند. هنگامی که یک قطعه کار استوانه‌ای با حرکت دورانی، ارتعاشی و محوری وارد یک چنین میدان مغناطیسی می‌شود، پرداخت کاری سطحی و لبه‌ای توسط برس ساینده انجام می‌گیرد. کیفیت و راندمان پرداخت کاری به مقدار زیادی تحت تأثیر محکم بودن برس ساینده مغناطیسی قرار دارد. اگر قطعه کار غیر مغناطیسی باشد، خطوط میدان مغناطیسی دور آن خواهد بود (از میان ساینده‌های مغناطیسی) و اگر قطعه کار از جنس مواد مغناطیسی باشد در آنصورت خطوط میدان از درون قطعه کار عبور می‌کنند.

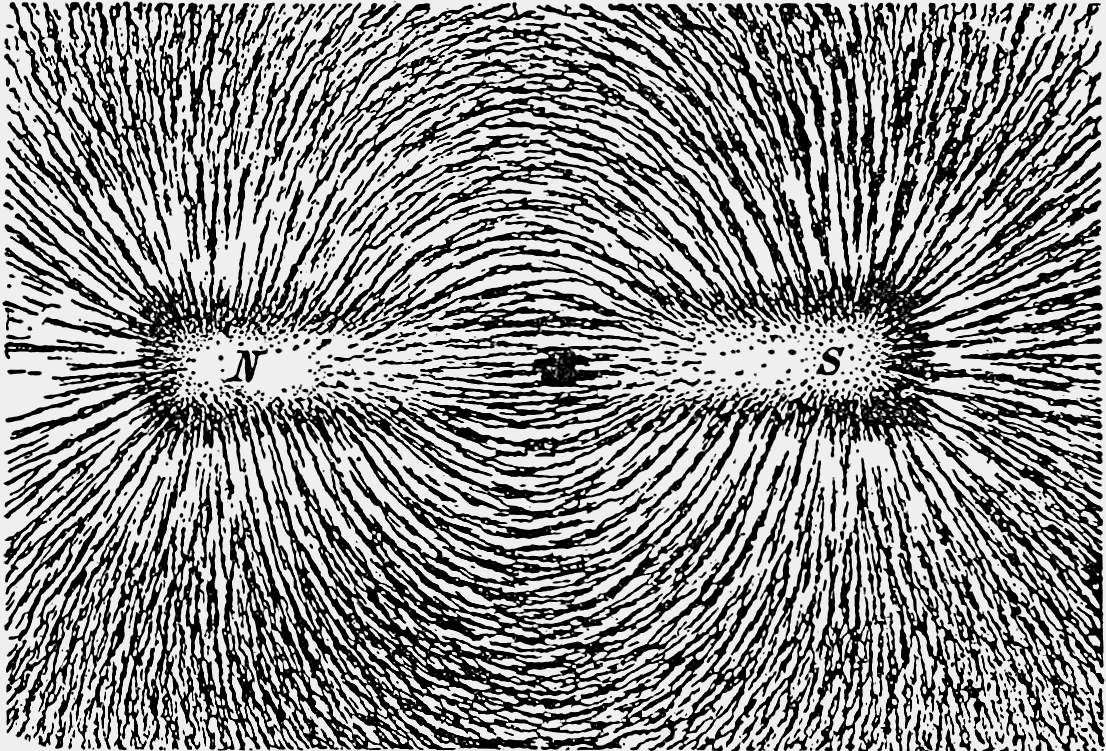
میدان مغناطیسی

## منبع میدان مغناطیسی
در MAF از سه نوع منبع مغناطیسی استفاده می‌شود که عبارت اند از:
- منبع مغناطیسی با مغناطیس دائم

عموماً منبع میدان مغناطیسی یک آهنربا می‌باشد. آهنرباها دارای هزینه پایین، نصب راحت بر روی دستگاه‌ها، چگالی انرژی زیاد و دارای میدان مغناطیسی ثابت می‌باشند. از مغناطیس‌های دائمی برای بیشتر کاربردهای مهندسی استفاده می‌شود زیرا زبری سطح بسیار خوب ایجاد می‌نمایند.
- منبع مغناطیسی با جریان مستقیم

در این نوع منبع از یک جریان با پالس ثابت برای ایجاد میدان مغناطیسی استفاده می‌شود. در این نوع منبع تقریباً هیچ اغتشاشی در برس ساینده به وجود نمی‌آید. از این نوع منبع برای کاهش زبری سطح و همچنین اصلاح سطح برای سطوح داخلی و خارجی استفاده می‌گردد.
- منبع مغناطیسی با جریان متناوب

استفاده از منبع تغذیه متناوب برای ایجاد میدان مغناطیسی زیاد مرسوم نمی‌باشد زیرا  کنترل این نوع میدان سخت میبسد ولی با این حال از این روش می‌توان برای پرداخت سطح و اصلاح سطوح استفاده کرد.
استفاده از منبع تغذیه متناوب باعث می‌شود که چرخش مواد ساینده بهتر انجام شود و این مواد به تمامی سطوح برسند همچنین اگر از فرکانس پایین استفاده شود باعث ایجاد سطح یکنواخت تر و صاف‌تر سطح می‌شود. نرخ براده برداری در این روش نسبت به میدان مستقیم تقریباً ۲ برابر می‌باشد.

## نیروهای وارد بر یک ذره ساینده
یک ذره ساینده مغناطیسی تحت اثر دو نیرو می‌باشد.Fx نیروی در امتداد خطوط نیروی مغناطیسی و Fy در راستای خطوط هم پتاسیل به‌طور هم‌زمان به آن وارد می‌شود که F برآیند آن‌ها است. با استفاده از معادله‌های زیر می‌توان این نیروها را محاسبه کرد.
{\displaystyle F_{x}={\frac {1}{6}}\pi D^{3}kH{\frac {\partial H}{\partial x}}}
{\displaystyle F_{y}={\frac {1}{6}}\pi D^{3}kH{\frac {\partial H}{\partial y}}}
که در آن D و k به ترتیب قطر و حساسیت ذرات ساینده مغناطیسی و H شدت میدان مغناطیسی می‌باشد.
نیرو مغناطیسی Fy عمل تحریک ذرات ساینده است تا آن‌ها در پرداخت کاری قطعه کار شرکت نمایند. نیروی Fx نیز در امتداد خطوط مغناطیسی بر دانه‌های ساینده وارد می‌شود و عامل اصلی عمل برشکاری (نفوذ در قطعه کار) است. هر تغییر در شدت میدان مغناطیسی در جهت خطوط نیروی مغناطیسی در نزدیکی سطح قطعه کار باعث تحریک ذرات ساینده مغناطیسی می‌شود. علاوه بر بهبود پرداخت، این عمل باعث ایجاد تنش‌های پسماند فشاری می‌شود که تمامیت سطح را بهبود می‌بخشد.
روش مؤثر برای تغییر نیرو (یا فشار پرداخت‌کاری) و محکمی برس ساینده مغناطیسی، تغییر قطر ذره (D) ساینده مغناطیسی است. از این رو، ذرات فرومغناطیس که قطر آن‌ها چندین برابر قطر ذرات ساینده است، به منظور تشکیل برس ساینده مغناطیسی مخلوط می‌شوند. این ترکیب باعث محکمی بیشتر برس شده و اجازه می‌دهد تا از یک نوع ساینده‌های با قطر کوچک (که عامل پرداخت یا برداشت واقعی ماده است) با ذرات مغناطیسی با اندازه‌های مختلف استفاده شود. تعدل میان لازم است زیرا این دو فاکتور اثرات متضادی بر پرداخت سطح و نرخ برداشت ماده دارند علاوه بر این مخلوط شدن این دو جز اصلی تعداد لبه‌های برش را تعیین می‌کند.

## متغیرهای فرایند MAF
- نوع و اندازه ساینده مغناطیسی
- نسبت مخلوط شدن دانه‌های ساینده با مواد فرومغناطیس
- لقی حین کار
- سرعت دورانی و ارتعاش (دامنه و فرکانس)
- خواص جنس قطعه کار
- چگالی شار مغناطیسی
- سرعت ساینده مغناطیسی نسبت به قطعه‌کار[۸]

## ساینده‌های مغناطیسی
ساینده‌های مغناطیسی به دو نوع آزاد و متصل وجود دارند.
ساینده‌های مغناطیسی آزاد به صورت مخلوطی از ذرات ساینده و ذرات فرو مغناطیس هستند. ساینده‌های مغناطیسی متصل به صورت یک توده ساینده استفاده می‌شوند که این توده شامل یک زمینه فرو مغناطیسی است که در آن ساینده‌ها قرار گرفته‌اند و توسط زینترینگ (تًف جوشی) یا تکنیک‌های دیگر شکل داده شده‌اند (به یکدیگر چسبیده‌اند). آزمایش‌ها نشان داده‌است که ساینده‌های مغناطیسی آزاد نرخ براده برداری بیشتری دارند در حالیکه ساینده‌های مغناطیسی متصل پرداخت سطح بهتری ایجاد می‌نمایند.

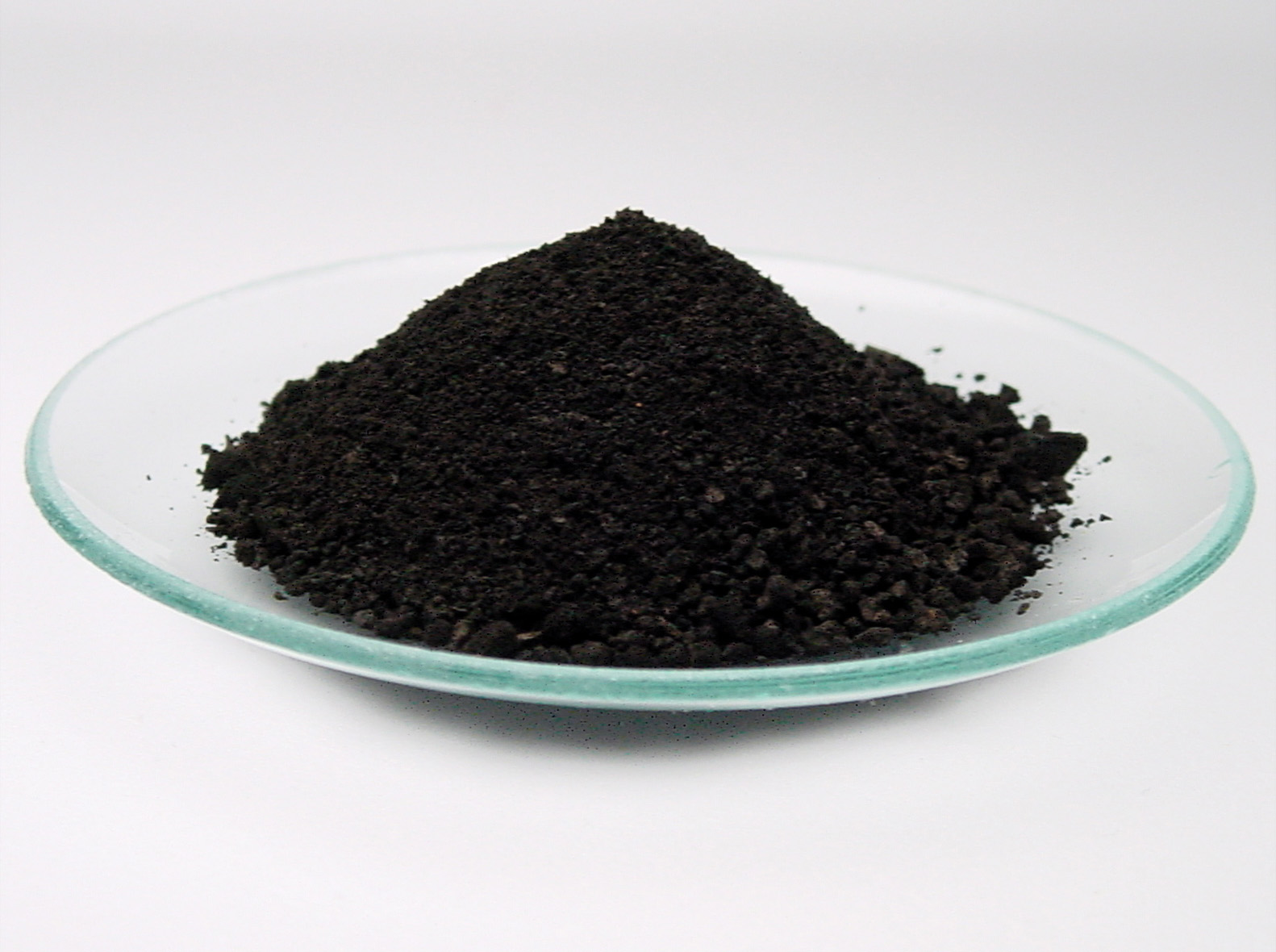
اکسید آهن

### جنس ذرات ساینده
- آلومینیوم اکسید
- سیلیکون کاربید
- نیترید مکعبی بر
- الماس

ساینده به ترتیب افزایش سختی و قیمت می‌باشند.

### جنس مواد مغناطیسی
- آهن و اکسیدهای آهن
- کبالت
- نیکل
- فولاد و فولاد ضدّ زنگ[۶]

## سیال ماشین کاری
اضافه نمودن سیال ماشین کاری به ساینده‌های مغناطیسی در MAF می‌تواند توصیه شود زیرا استفاده از سیال‌های متداول سنگ زنی باعث بهبود نرخ برداشت ماده می‌شود ولی باعث کاهش کیفیت پرداخت سطح می‌شود.

## چگالی شار مغناطیسی
افزیش چگالی شار مغناطیسی، نیروی مماسی پرداخت کاری را برای درصدهای مختلف سنگ زنی افزایش می‌دهد عمق ماشین کاری شده با افزایش چگالی شار مغناطیسی و اندازه ذرات آهنی افزایش و لقی کار کاهش می‌یابد. در عملیات پرداخت کاری سطوح تخت، زبری سطح با افزایش شار مغناطیسی و زمان پرداخت کاری بهتر می‌شود. علاوه بر این پلیسه‌های سنگ زنی در مقایسه با پلیسه‌های تراش کاری به‌طور مؤثرتری برداشته می‌شود که به دلیل تمرکز شار مغناطیسی بر روی لبه‌های ماده مغناطیسی است.

## مزایا
1. ایجاد سطح آینه‌ای و با صفی سطح در حد ۱ نانومتر
2. توانایی پرداخت کاری سطوح بیرونی و درونی
3. با توجه به قابل انعطاف بودن برس ساینده می‌توان از این روش برای پرداخت قطعه‌های پیچیده استفاده کرد
4. قابلیت پرداخت مواد مغناطسی و غیر مغناطیسی

## معایب
1. گران بودن تجهیزات نسبت به روش‌های سنتی
2. برای تولیدات انبوه این روش به صرفه نیست
3. یک پروسه کثیف، برای تمیز کردن نیاز به کار اضافی دارد.

## کاربردها
1. پره توربین
2. ابزارهای برشی
3. صنایع اپتیک (پرداخت آینه و شیشه‌ها)
4. سطوح داخلی لوله‌های بهداشتی (با اشکال پیچیده)

صیقل دادن به کمک میدان مغناطیسی که گاهی اوقات به نام پرداخت سطح مغناطیسی نامیده می‌شود، یک روش پرداخت سطح است که در آن از یک میدان مغناطیسی برای به حرکت درآوردن ذرات ساینده در برابر سطح مورد نظر استفاده می‌شود. به این ترتیب پرداخت سطح سطوح غیرقابل دسترس (به عنوان مثال سطح داخلی یک لوله خمیده) امکان‌پذیر است. صیقل دادن به کمک میدان مغناطیسی (MAF) برای طیف گسترده‌ای از کاربردها از جمله تولید لوازم پزشکی، سیستم‌های سیالاتی، سیستم‌های اپتیکی، قالب‌ها، قطعات الکترونیکی، سیستم‌های میکرو الکترومکانیکی و اجزای مکانیکی ماشین‌ها توسعه داده شده‌است.

## تاریخچه MAF
در ابتدا در دهه ۱۹۳۰ به عنوان یک فرایند ماشینکاری در ایالات متحده توسعه یافت و در دهه ۱۹۴۰ برای اولین بار ثبت اختراع شد. پژوهش‌های دانشگاهی در اتحاد جماهیر شوروی، بلغارستان، آلمان، لهستان و آمریکا در دهه ۱۹۶۰ آغاز شد و در دهه ۱۹۸۰ و ۱۹۹۰ کاربرد عملی یافت. رشد صنایع نیمه هادی‌ها، هوافضا و اپتیک منجر به توسعه روش‌های بهتر برای رسیدن به دقت بالا و سطح یکنواخت شد.

## اصول فرایند
صیقل دادن مغناطیسی یا MAF اساساً استفاده از یک مخلوط همگن از ذرات مغناطیسی و ذرات ساینده است که با یک میدان مغناطیسی نیروی ماشینکاری بر روی قطعه کار وارد می‌شود. حرکت نسبی بین ذرات مخلوط و روی سطح قطعه کار منجر به حذف مواد. چون MAF نیازی به تماس مستقیم با ابزار ندارد، ذرات ساینده را می‌توان به مناطقی که دسترسی به آن‌ها با روش‌های مرسوم سخت است، رساند. علاوه بر این انتخاب دقیق ذرات مغناطیسی و ذرات ساینده می‌توان کیفیت سطح و زبری را بهبود داد درحالی که قبلاً برای مناطق دور از دسترس غیرممکن بود.

## منبع میدان مغناطیسی
منبع میدان مغناطیسی در MAF معمولاً یک آهنربای مغناطیسی یا یک آهنربای دائم از جنس عناصر خاک کمیاب است. این منبع ترجیحاً یک آهنربای دائم است، با توجه به چگالی انرژی بالا، عدم گرم شدن بیش در نتیجه تراکم شار ثابت، هزینه پایین، سهولت نصب روی تجهیزات CNC، و به علت سادگی استفاده، از این آهنرباها استفاده می‌شود. با این حال برخی از کاربردها نیاز به چگالی شار قابل کنترل دارند که تنها با یک آهنربای مغناطیسی الکتریکی بدست می‌آیند. در یک آهنربای دائم به سادگی نمی‌توان میدان مغناطیسی را قطع کرد.

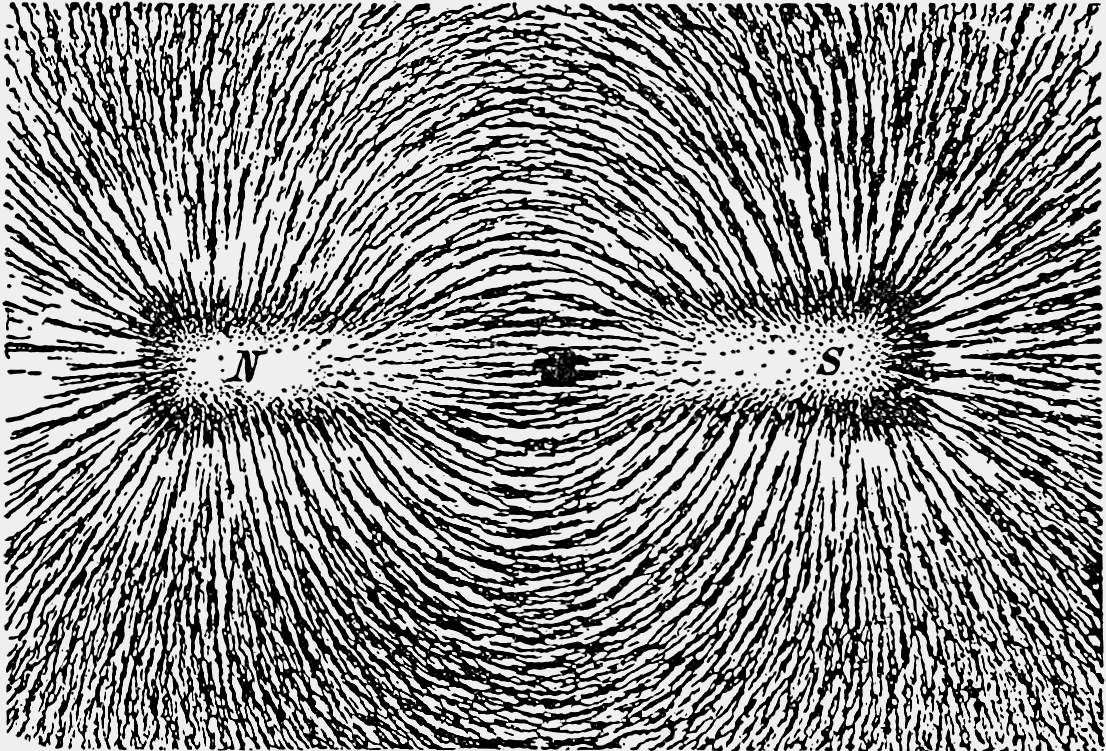
میدان مغناطیسی

## تجهیزات آسان کننده حرکت
حرکت نسبی بین مخلوط ذرات مغناطیسی/ساینده و قطعه کار برای از سطح برداشتن مواد ضروری است. گزینه‌های متعددی برای دستیابی به حرکت لازم وجود دارد. روش معمول چرخش نوک قطب مغناطیسی است. این روش هم با چرخش کل آهنربای دائم یا فقط با چرخش قطب فولادی می‌تواند انجام شود. روش دیگر که معمولاً در به پرداخت سطح داخلی استفاده می‌شود، چرخش قطعه کار است، متأسفانه این روش محدود به قطعات با تقارن محوری هست. علاوه بر حرکت دورانی، تنظیمات نوسانی و ارتعاشی قابل انجام هستند.

## نیروی مغناطیسی وارد بر ذرات
عبارت زیر نیروی مغناطیسی وارد بر یک دو قطبی را در یک میدان مغناطیسی نشان می‌دهد،
{\displaystyle {\vec {F}}=\nabla ({\vec {m}}\cdot {\vec {B}})}
فرض می‌کنیم که گشتاور مغناطیسی هم جهت با میدان اعمال شده‌است. با توجه به اندازه کوچک و حساسیت بالای از ذرات مغناطیسی در برابر نیروهای وارد، این فرض معقول است؛ بنابراین معادله به صورت زیر در می‌آید:
{\displaystyle {\vec {F}}=m\nabla B}
با استفاده از زیر تعریف‌های زیر، صورت قابل استفاده‌ای از معادله برای توصیف نیرو وارد شده بر تک تک ذرات مغناطیسی بدست می‌آید.
{\displaystyle m=MV}
{\displaystyle M=H_{k}\chi }
{\displaystyle B=\mu _{0}H_{a}}
با جایگزینی این تعاریف در معادله نیروی مغناطیسی معادله زیر را بدست می‌دهد،
{\displaystyle {\vec {F}}=\mu _{0}\chi VH_{k}\nabla H_{a}}
که در آن
- {\displaystyle H_{k}} حداکثر میدان اعمال شده برای اشباع ذرات مغناطیسی
- {\displaystyle H_{a}} شدت میدان مغناطیسی استفاده شده
- {\displaystyle B} چگالی شار مغناطیسی
- {\displaystyle M} میزان مغناطیسی شدن ذرات با فرض اشباع شدن
- {\displaystyle m} گشتاور دو قطبی مغناطیسی
- {\displaystyle \nabla H} میدان مغناطیسی
- {\displaystyle V} حجم ذرات (با فرض کروی بودن)
- {\displaystyle \chi } پذیرفتاری مغناطیسی ماده
- {\displaystyle \mu _{0}} نفوذپذیری مغناطیسی خلأ

## مکانیزم حذف مواد
ترکیبی از نیروی مماسی و نیروهای عمودی اعمال شده توسط مواد بر روی قطعه کار، عامل حذف مواد از قسمت‌های زبر سطح می‌باشد. این فرایند در طول عملیات پرداخت سطح تکرار می‌شود. در طول زمان زبری سطح قطعه کار به مقدار حداقلی می‌رسد، که این ناشی از محدودیت‌های روش پرداخت سطح انتخاب شده‌است. به‌طور خاص انتخاب ذرات آهن و ذرات ساینده حداقل زبری سطح قابل استحصال را مشخص می‌کند. با کاهش زبری سطح، ذرات ساینده کوچکتری برای ادامه فرایند لازم است.
MAF قادر است زبری سطح از ۲۰۰ میکرون تا ۱ نانومتر به روش Ra را به راحتی ایجاد کند؛ که نشان از گستردگی میزان زبری قابل دسترس در روش MAF است. اندازه ذرات مغناطیسی تعیین‌کننده نیروی لازم برای پرداخت سطح است که توسط معادله نیروی مغناطیسی وارد بر ذره محاسبه می‌شود. با این حال افزایش اندازه ذرات مغناطیسی اثرات نامطلوبی مانند عدم توانایی در نگهداری ذرات ساینده کوچک و همچنین وجود شکاف هوا در مخلوط ذرات را دارد. به منظور برطرف کردن این مشکلات، معمولاً به مخلوط ذرات مغناطیسی بزرگ و کوچک را اضافه می‌کنند تا «سوراخ» های موجود در مخلوط ذرات «پر» شود، ذرات کوچک به‌طور مؤثری ذرات بزرگتر را در مخلوط ذرات پوشش می‌دهند.کنترل بسته زبری سطح می‌تواند از طریق انتخاب اندازه ذرات و نوسان آن‌ها و سرعت و دور آن تعیین شود. به‌طور کلی سریع تر حرکت کردن مخلوط مواد، کیفیت سطح بهتری خواهیم داشت.

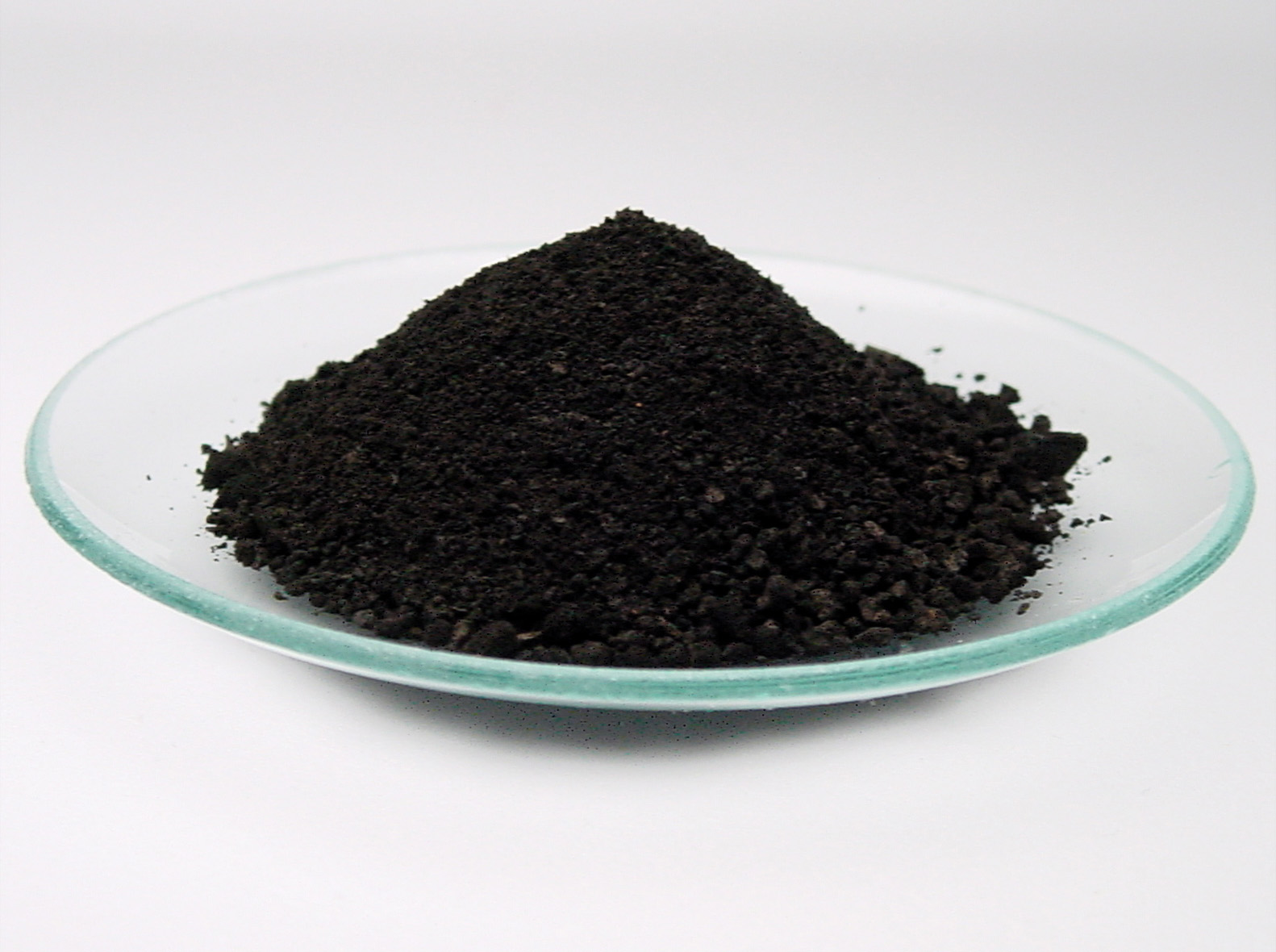
اکسید آهن

## قابلیت‌ها
- قادر به رسیدن به طیف گسترده‌ای از ویژگی‌های سطح با انتخاب دقیق ذرات مغناطیسی و ذرات ساینده
  - زبری از ۲۰۰ میکرومتر تا ۱ نانومتر
  - ایجاد بافت در سطح
    - افزایش خواص سطح مانند تر شوندگی یا کاهش اصطکاک
- قادر به دسترسی به سطوح غیرقابل دسترس
- قادر به تغییر زبری بدون تغییر شکل
- مستقل بودن تجهیزات از جنس قطعه کار
  - کارایی در پرداخت سطح سرامیک‌ها، فولادهای زنگ نزن، کاربیدها، کاربیدهای پوشش داده شده و سیلیکون
  - انعطاف‌پذیر در استفاده از نیرو و حتی امکان توزیع فشار باعث کاهش هزینه‌های مونتاژ می‌شود.
    - ارتعاشات در کارگاه ماشینکاری و ابزار ماشینکاری بر روی سطح قطعه کار منتقل نمی‌شود.

## محدودیت‌ها
- به کار بردن در تولید انبوه مشکل است
- در کاربردهایی که روش‌های مرسوم پرداخت سطح قابل اجرا هستند، به همان آسانی قابل اجرا نیست.